# Wilhelm Simon (SS-Mitglied)

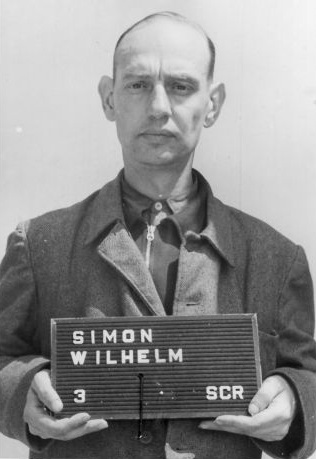
Haftbogenfoto von Wilhelm Simon. Aufnahme vom Juni 1947

Heinrich Wilhelm Simon (* 23. April 1900 in Elberfeld; † 27. September 1971 in Bochum) war ein deutscher SS-Oberscharführer und als Arbeitseinsatzführer im Konzentrationslager Dora-Mittelbau eingesetzt.

## Leben
Simon, von 1919 bis 1935 als kaufmännischer Angestellter in Textilbetrieben tätig, war seit August 1932 Mitglied der NSDAP und der SS. Von 1935 bis 1939 leitete er die Abrechnungsstelle und eine Bezirksstelle der Ärztekammer Rheinland und anschließend eine Bezirksstelle im Ernährungsamt Wuppertal bis Anfang 1941.
Von Mitte Januar 1941 bis Sommer 1942 war er als Angehöriger der SS-Totenkopfverbände bei der Wachmannschaft des KZ Buchenwald eingesetzt und danach Mitarbeiter des Arbeitseinsatzführers im KZ Buchenwald. Am 1. Dezember 1943 wurde nach Dora-Mittelbau versetzt, zu diesem Zeitpunkt noch ein Außenlager des KZ Buchenwald, wo er als Arbeitseinsatzführer bis zum April 1945 tätig war. Simon, der im Mai 1944 zum SS-Oberscharführer befördert wurde, war als Arbeitseinsatzführer mit der Führung der Häftlings-Berufskartei, der Einführung eines Prämiensystems für Häftlinge und den Meldungen nach Buchenwald über den Stand des Häftlingsarbeitseinsatzes beauftragt. Zusammen mit Wernher von Braun suchte Simon im KZ Buchenwald Häftlinge für das KZ Dora-Mittelbau zur Produktion der „V2“ (Aggregat 4) aus. Am 5. April 1945 war er verantwortlicher Leiter eines Evakuierungstransportes mit 350 Häftlingen von Dora-Mittelbau in das KZ Ebensee.
Nachdem er noch am 3. Mai 1945 zu einer Wehrmachtseinheit versetzt worden war, erfolgte am 8. Mai 1945 seine Gefangennahme. Am 9. Mai 1945 gelang ihm wahrscheinlich die Flucht aus der Kriegsgefangenschaft.

## Nach Kriegsende
Simon wurde später verhaftet und befand sich 1947 im Internierungslager Dachau in amerikanischen Gewahrsam. Er wurde im Dachauer Dora-Prozess, der im Rahmen der Dachauer Prozesse vom 7. August 1947 bis zum 30. Dezember 1947 stattfand, mit 18 weiteren Beschuldigten angeklagt und zu einer lebenslangen Haftstrafe verurteilt. Simon soll Häftlinge durch Schlagen mit einem Stock und dem Schaft seiner Pistole schwer misshandelt haben und war zudem Angehöriger des Exekutionskommandos in Dora-Mittelbau.
Er wurde 1954 vorzeitig aus dem Kriegsverbrechergefängnis Landsberg entlassen. Simon, der einen Kriegsgefangenen-Entschädigungsantrag stellte, war nach seiner Haftentlassung als selbstständiger Handelsvertreter tätig. Über den weiteren Lebensweg von Simon ist nichts bekannt.